# Saint-Pie-de-Guire
Saint-Pie-de-Guire är en kommun av typen socken (municipalité de paroisse) i provinsen Québec i Kanada. Den ligger i regionen Centre-du-Québec, i den sydöstra delen av landet, 240 km öster om huvudstaden Ottawa. Antalet invånare var 446 vid folkräkningen 2021. Landarean är 51 kvadratkilometer.